# Actionfilm
Actionfilm, även enbart kallat action, är en filmgenre som i allmänhet handlar om en eller flera hjältar som ska rädda några utsatta från fara eller förhindra att en fara sker, vilket kan variera i skala allt från den närmaste familjen till hela universum. Ondskefulla skurkar skall stoppas, och naturkatastrofer skall undvikas är ofta förekommande. Handlingen är ofta våldsam, och ofta ingår slagsmål, biljakter, explosioner eller annat som kräver specialeffekter och stuntmän. Hjältarna har ibland även problem i sitt privatliv, ofta alkoholism eller drogmissbruk, som ofta övervinns med lätthet när stunden så kräver.
Det är inte så ovanligt att actionfilmer blandas med andra filmgenrer. Särskilt vanligt är det att blanda action med thrillers (actionthriller), drama, komedier och äventyr. Det finns också filmer som blandar action och science fiction. Se även science fiction-film och katastroffilm. En TV-serie som innehåller liknande moment som en action film kallas för actionserie.
Några av de skådespelare som ofta förekommer i actionfilm är Clint Eastwood, Sean Connery, Steven Seagal,
Jason Statham, Mel Gibson, Vin Diesel, 
Pierce Brosnan, Samuel L. Jackson, Chuck Norris, Jet Li, Jackie Chan, Hugh Jackman, Daniel Craig, Tom Cruise, Nicolas Cage, Timothy Dalton, Arnold Schwarzenegger, Sylvester Stallone, Bruce Willis, Dwayne Johnson, Roger Moore och Jean-Claude Van Damme.

## Historia
Element ur actionfilmen syns redan under stumfilmstiden, exempelvis hos Buster Keaton.

Några klassiska tidiga actionljudfilmer:
- Robin Hoods äventyr (Michael Curtiz, 1938)
- Fruktans lön (Henri-Georges Clouzot, 1953)
- I sista minuten (Alfred Hitchcock, 1959)[1]

Under 1960-talet blev actionfilmen en viktig filmgenre med bland annat James Bond-filmerna. New Hollywood-generationens filmer har en mer realistisk och vardagsnära tendens, exempelvis Bonnie och Clyde, Bullitt och French Connection - Lagens våldsamma män.
Bland subgenrer som bygger på actionfilm återfinns katastroffilm, karatefilm/kampsportfilm och superhjältefilm.

## Lista över typiska actionfilmer
| - Air Force One - Batman Begins - Cliffhanger - Cobra - Con Air - Demolition Man - Walking Tall (Serie) - The Expendables | - Die Hard (Serie) - Dirty Harry (Serie) - I drakens tecken - Dödligt Vapen (Serie) - Jurassic Park (Serie) - James Bond (Serie) - Léon | - Rambo (Serie) - Speed - The Dark Knight - The Rock - The Terminator (Serie) - True Lies |

## Kända actionserier
- MacGyver
- På heder och samvete
- Stargate SG-1

## Kända actionskådespelare
| - Sean Connery - Christian Bale - Sylvester "Sly" Stallone - Bruce Willis - Arnold Schwarzenegger - Dwayne "The Rock" Johnson - Vin Diesel - Pierce Brosnan | - Jean-Claude Van Damme - Mel Gibson - Clint Eastwood - Chuck Norris - Keanu Reeves - Daniel Craig - Harrison Ford - Richard Dean Anderson | - Jet Li - Roger Moore - Wesley Snipes - Charles Bronson - Jackie Chan - Bruce Lee - Jason Statham |

## Kända actionregissörer
| - Steven Spielberg - John Woo - Michael Mann - Christopher Nolan - Clint Eastwood - Michael Bay - James Cameron - Quentin Tarantino - Sergio Leone - Robert Rodriguez - Bröderna Wachowski - Wolfgang Petersen - Paul Greengrass - Ang Lee - Anders Nilsson |